# Cyathostemma
Cyathostemma es un género de plantas fanerógamas con 16 especies perteneciente a la familia de las anonáceas. Son nativas del sudeste de Asia.

## Taxonomía
El género fue descrito por William Griffith (botánico) y publicado en Notulae ad Plantas Asiaticas 4: 707. 1854.  La especie tipo es: Cyathostemma viridiflorum Griff. 

## Especies
| - Cyathostemma acuminatum - Cyathostemma argenteum - Cyathostemma excelsum - Cyathostemma glabrum - Cyathostemma grandifolium - Cyathostemma hookeri - Cyathostemma longipes - Cyathostemma micranthum | - Cyathostemma nitidum - Cyathostemma scortechini - Cyathostemma siamense - Cyathostemma sumatrana - Cyathostemma vietnamense - Cyathostemma viridiflora - Cyathostemma wrayi - Cyathostemma yunnanensis |